# Xenographia denticulosa
Xenographia denticulosa là một loài bướm đêm trong họ Geometridae.